# (16674) Birkeland
(16674) Birkeland  es un asteroide perteneciente al cinturón de asteroides, descubierto el 16 de enero de 1994 por Eric Walter Elst y Christian Pollas desde el Observatorio de Caussols, en Francia.

## Designación y nombre
Birkeland se designó inicialmente como 1994 BK3.
Más adelante fue nombrado en honor al físico noruego Kristian Birkeland (1867-1917).

## Características orbitales
Birkeland orbita a una distancia media del Sol de 2,6153 ua, pudiendo acercarse hasta 2,4068 ua y alejarse hasta 2,8239 ua. Tiene una excentricidad de 0,0797 y una inclinación orbital de 8,4604° grados. Emplea en completar una órbita alrededor del Sol 1544 días.

## Características físicas
Su magnitud absoluta es 14,1.